# 只要你快樂
《只要你快樂》（英語：Born to Make You Happy）是美国女歌手布兰妮·斯皮尔斯的一首歌曲，收录于她的首张录音室专辑《爱的初告白》。于1999年12月6日由Jive唱片作为专辑的第4支单曲发行。由于歌曲原本是一首黄歌，故布兰妮在录制歌曲前不得不要求歌曲的作者重写歌曲。布兰妮于1998年3月首次录制了歌曲，后来再于同年重新录制了歌曲。《只要你快樂》是一首青少年流行曲和舞蹈流行曲，歌词描述了一位女孩希望修复与男友的关系，告诉男友：“我只要你快樂”。
《只要你快樂》获得了正反两面的乐评，部分乐评称赞歌曲为布兰妮早期的经典作品，但有乐评认为歌曲在专辑中毫不起眼。歌曲获得了全球性的商业成功，在爱尔兰取得了冠军，并在比利时、欧洲、芬兰、德国、荷兰、挪威、瑞典和瑞士进入了单曲榜前5名。在英国，歌曲获得了冠军，是布兰妮在英国第6畅销的单曲。歌曲的音乐录像带由Billie Woodruff导演，在音乐录像带中，布兰妮梦见自己和恋人在一起，并和舞伴们共舞。布兰妮在自己的4场巡回演唱会都表演了此歌曲。

## 曲目列表
| - 英国CD单曲 1. 《只要你快樂》 (电台剪辑版) — 3:35 2. 《只要你快樂》 (附赠混音版) — 3:40 3. 《(你让我)神魂颠倒》 (Jazzy Jim嘻哈混音版) — 3:40 - 英国卡带单曲 1. 《只要你快樂》 (电台剪辑版) — 3:35 2. 《(你让我)神魂颠倒》 (Jazzy Jim嘻哈混音版) — 3:40 3. 《爱的初告白》 (Answering Machine Message) — 0:21 | - 欧洲CD单曲 1. 《只要你快樂》 (电台剪辑版) — 3:35 2. 《只要你快樂》 (附赠混音版) — 3:40 3. 《(你让我)神魂颠倒》 (Jazzy Jim嘻哈混音版) — 3:40 4. 《爱的初告白》 (Answering Machine Message) — 0:21 - 《妮裳十年-冠军全纪录》盒装单曲 1. 《只要你快樂》 (电台剪辑版) — 3:35 2. 《只要你快樂》 (附赠混音版) — 3:40 |